# Salcantay
Il Salcantay (Nevado Salcantay) o Salkantay (Nevado Salkantay) è una montagna del Perù alta 6271 metri. È la vetta più alta della Cordillera Vilcabamba, a circa 60 km a nord ovest di Cusco. Si tratta della trentottesima più alta cima delle Ande e la dodicesima del Perù.